# 龍運巴士A33X線
龍運巴士A33X線是香港機場特快巴士路線，來往屯門（富泰）及機場（地面運輸中心），途經景峰花園、屯門新墟、屯門站、屯門市中心、安定邨／友愛邨、兆麟苑、豐景園、屯門赤鱲角隧道、港珠澳大橋香港口岸及航天城。
此線為行車距離最短的機場巴士路線，並與A33及A34線並為收費最便宜的機場巴士路線，更與A34線同屬不途經任何主要幹道的機場巴士路線。

## 歷史
- 2015年9月30日：A33P線投入服務。[4]
- 2016年8月26日：A33擴展至全日服務，設有常規班次（經三聖、黃金海岸、小欖、屯門公路轉車站）及特快班次（不經三聖、黃金海岸、小欖、屯門公路轉車站）。[5][6]
- 2017年1月9日：A33線的特快班次獲獨立編號為A33X。[7]
- 2017年12月23日:龍運巴士重組往返屯門及香港國際機場之服務：[8][9]
  - A33P線往機場方向繞經富泰邨、兆康苑、大興邨、田景邨及屯門站，再沿原有A33X線前往機場，另取消往屯門方向之班次。
  - A33X線屯門總站延長至富泰邨，於屯門鐵路站後經田景邨、大興邨及兆康苑，並延長服務時間。
- 2018年10月24日：來回繞經港珠澳大橋香港口岸，並與 A31P（即今天的A38）、A32、A33、A37、A41P、A43、A43P 及 A47X 號線增設八達通轉乘優惠。[10]
- 2018年11月27日：[11][12]
  - 機場開出及停靠「港珠澳大橋香港口岸」站後，改經順朗路返回北大嶼山公路及原有路線。
  - 來回程不再駛經兆康苑巴士總站及介乎藍地交匯處至青田交匯處之間的一段屯門公路，改經兆康路與震寰路之間的一段青麟路：
    - 往機場方向增設青麟路「兆康路」及青田路「建生邨樂生樓」站；
    - 往屯門方向增設青田路「釋慧文中學」及青麟路「紫田村」站。

  - 原由機場開出經國泰城之特別班次起點遷往國泰城，經地面運輸中心及港珠澳大橋香港口岸後，取道順朗路返回北大嶼山公路及原有路線。
- 2019年1月14日：
  - 往機場方向增設青麟路「兆康苑兆賢閣」站；
  - 往屯門方向增設青麟路「麒麟圍」站。
- 2019年11月29日：取消「二號客運大樓」巴士站，另取消由國泰城開出之特別班次。[13]
- 2020年4月14日：臨時加停屯門公路轉車站。[14]
- 2020年12月28日，為配合屯門赤鱲角隧道通車：[15]
  - 介乎屯貴路至屯門站南行改經青山公路－新墟段及杯渡路，北行改經屯門鄉事會路及青山公路－新墟段，不再途經兆康苑、建生、良景邨及紅橋，並取消介乎青山公路 – 嶺南段「富泰邨」至屯門公路「紅橋」沿線分站，機場方向增設青山公路「嶺南大學」、「彩暉花園」及「景峰花園」站，富泰邨方向增設屯門鄉事會路「屯門站」、「V City」、青山公路「景峰花園」、「屯門醫院」、「彩暉花園」及「嶺南大學」站；
  - 介乎海皇路與赤鱲角之間改經皇珠路、龍富路及屯門赤鱲角隧道公路，不經屯門公路、汀九橋、青嶼幹線及北大嶼山公路，原有「屯門公路轉車站」及「青馬收費廣場」站予以取消；
  - 往機場方向改為先經港珠澳大橋香港口岸，再往一號客運大樓（常規班次）／國泰城（特別班次）；
  - 車費由$27.7下調至$15.0，過屯門赤鱲角隧道轉車站後的分段由$11.0下調至$6.5。
  - A33P線取消服務，由新路線A34線取代。
- 2021年6月20日：往機場方向增設青山公路—新墟段「新圍仔」及「何福堂書院」站。[16]
- 2023年11月26日：來回程繞經新落成的航天城交通總匯。[17]
- 2023年12月11日：新增特別班次，於星期一至五17:30由國泰城開出，到達機場（地面運輸中心）後按主班次行車路線前往富泰邨。[18]

## 服務時間及班次
| 每日屯門（富泰）開 | 每日屯門（富泰）開 | 每日屯門（富泰）開 | 每日屯門（富泰）開 | 每日屯門（富泰）開 | 每日屯門（富泰）開 |
| ------------------ | ------------------ | ------------------ | ------------------ | ------------------ | ------------------ |
| 05:00              | 05:20              | 05:45              | 06:15              | 06:45              | 07:05              |
| 07:25              | 07:45              | 08:05              | 08:25              | 08:45              | 09:05              |
| 09:25              | 09:55              | 10:25              | 10:55              | 11:25              | 11:55              |
| 12:25              | 12:55              | 13:25              | 13:55              | 14:25              | 14:55              |
| 15:25              | 15:55              | 16:25              | 16:55              | 17:25              | 17:55              |
| 18:25              | 18:55              | 19:25              | 19:55              | 20:25              | 20:55              |
| 21:25              | 21:55              | 22:25              | 22:55              | 23:20              | 23:45              |

| 每日機場開 | 每日機場開 | 每日機場開 | 每日機場開 | 每日機場開 | 每日機場開 |
| ---------- | ---------- | ---------- | ---------- | ---------- | ---------- |
| 05:45      | 06:45      | 07:45      | 08:10      | 08:40      | 09:10      |
| 09:40      | 10:10      | 10:40      | 11:10      | 11:40      | 12:10      |
| 12:40      | 13:10      | 13:40      | 14:10      | 14:40      | 15:10      |
| 15:40      | 16:10      | 16:40      | 17:10      | 17:40      | 18:10      |
| 18:40      | 19:10      | 19:40      | 20:10      | 20:40      | 21:10      |
| 21:40      | 22:10      | 22:40      | 23:10      | 23:40      | 00:00      |

- 註：每日06:45及07:45由富泰開出班次（以黃底顯示），將繞經國泰城。

特別班次（國泰城 → 屯門（富泰））
- 星期一至五：17:30（即機場開：17:40）

## 收費
全程：$15.7
- 豐景園往富泰：$6.8

| - 本線設有12歲以下小童及65歲或以上長者半價優惠。 - 本線不設長者及殘疾人士每程$2.0的票價優惠；12至64歲殘疾人士如使用「殘疾人士身份」個人八達通，以及60至64歲香港居民使用「樂悠咭」繳付車資，會以全費計算。 - 乘客可以現金或八達通於上車時付款，不設找續。 - 每位成人乘客可免費攜帶最多兩名4歲以下而不佔座位的兒童乘客乘車，超額之4歲以下小童必須繳付小童車費乘車。 - 持有「九巴月票」之乘客在車票有效期內，乘搭機場「A」及「NA」線（包括本路線）可享原價二七折優惠（不會計算每天10次合資格車程）；而其他九龍巴士及龍運巴士路線則可每日可享合共最多10程（不包括B1線，但包括聯營路線的九龍巴士／龍運巴士提供的班次；惟B1線則每日可享最多各2程（不會計算每天10次合資格車程））。 - 九龍巴士、城巴、龍運巴士及陽光巴士全職員工及家屬（不包括外判職員）可免費乘搭本路線，惟必須拍職員或職員家屬八達通。 - 乘客亦可透過多元化電子支付系統（e度嘟）繳付車資，包括使用非接觸式VISA卡、JCB卡、萬事達卡、銀聯卡、美國運通、大來國際、Discover Card、Apple Pay、Google Pay、Samsung Pay、AlipayHK「易乘碼」、支付寶、WeChatHK／微信支付「搭車碼」、銀聯雲閃付「乘車碼」及BOC Pay「乘車碼」。使用此支付方式的乘客可享有中途下車之分段收費，以及與其他九巴／龍運獨營路線或聯營線九巴／龍運班次之轉乘優惠，惟不能享有與非九巴／龍運路線之轉乘優惠，亦不能享有「公共交通費用補貼計劃」。 |

### 八達通轉乘優惠
乘客登上本線後指定時間內以同一張八達通卡轉乘以下路線，或從以下路線登車後指定時間內以同一張八達通卡轉乘本線，次程可獲車資折扣優惠：
A33X←→龍運E線
- A33X往機場 → E33/E33P/E36/E37往機場或E36A往東涌，次程車資全免，於屯門赤鱲角隧道轉車站轉乘，轉乘時限為150分鐘
- E33/E33P往屯門、E36/E36A往元朗或E37往天水圍 → A33X往屯門，回贈首程車資，於屯門赤鱲角隧道轉車站轉乘，轉乘時限為90分鐘

## 用車
現時本線與A33線共用14輛亞歷山大丹尼士Enviro 500 MMC 12米豪華版（55XX）及1輛富豪B8L 12.8米（UV6X）。
| 車隊編號 | 車牌   |
| -------- | ------ |
| 5501     | UC9062 |
| 5503     | UD 263 |
| 5507     | UD 916 |
| 5508     | UD1117 |
| 5512     | UD1506 |
| 5513     | UD1647 |
| 5514     | UD1670 |
| 5529     | UL2757 |
| 5530     | UL3681 |
| 5531     | UL4090 |
| 5532     | UL6845 |
| 5533     | UL7223 |
| 5539     | UM1951 |
| 5544     | VU2596 |
| UV6X21   | XN5380 |

雖說此線由屯門車廠管理，但因屯門車廠只有少數龍運巴士駐守，間中會由其他車廠派車至此線行走。

## 行車路線
屯門（富泰）開經：屯貴路、青山公路（嶺南段、新墟段）、杯渡路、河傍街、屯門站公共運輸交匯處、杯渡路、屯門鄉事會路、海珠路、海皇路、皇珠路、龍富路、屯門赤鱲角隧道公路、赤鱲角路、順暉路、順匯路、赤鱲角路、東榮路、東岸路、觀景路、駿運路交匯處、觀景路、東岸路、機場路、暢連路、暢航路、機場路、機場南交匯處、暢連路、航天城交匯處、航天城路、航天城第二街、航天城交通總匯、航天城第三街、航天城東路、航天城交匯處、暢連路、機場南交匯處及暢連路。
斜體字之街道祇限06:45及07:45開出之班次途經。
機場（地面運輸中心）開經：暢連路、機場南交匯處、暢連路、航天城交匯處、航天城路、航天城第二街、航天城交通總匯、航天城第三街、航天城東路、航天城交匯處、赤鱲角路、順暉路、順匯路、赤鱲角路、屯門赤鱲角隧道公路、龍富路、皇珠路、海皇路、海珠路、屯門鄉事會路、青山公路（新墟段、嶺南段）及屯貴路。
由國泰城開出之班次經駿明路、觀景路、駿運路交匯處、機場路、機場南交匯處，然後返回暢連路原線。

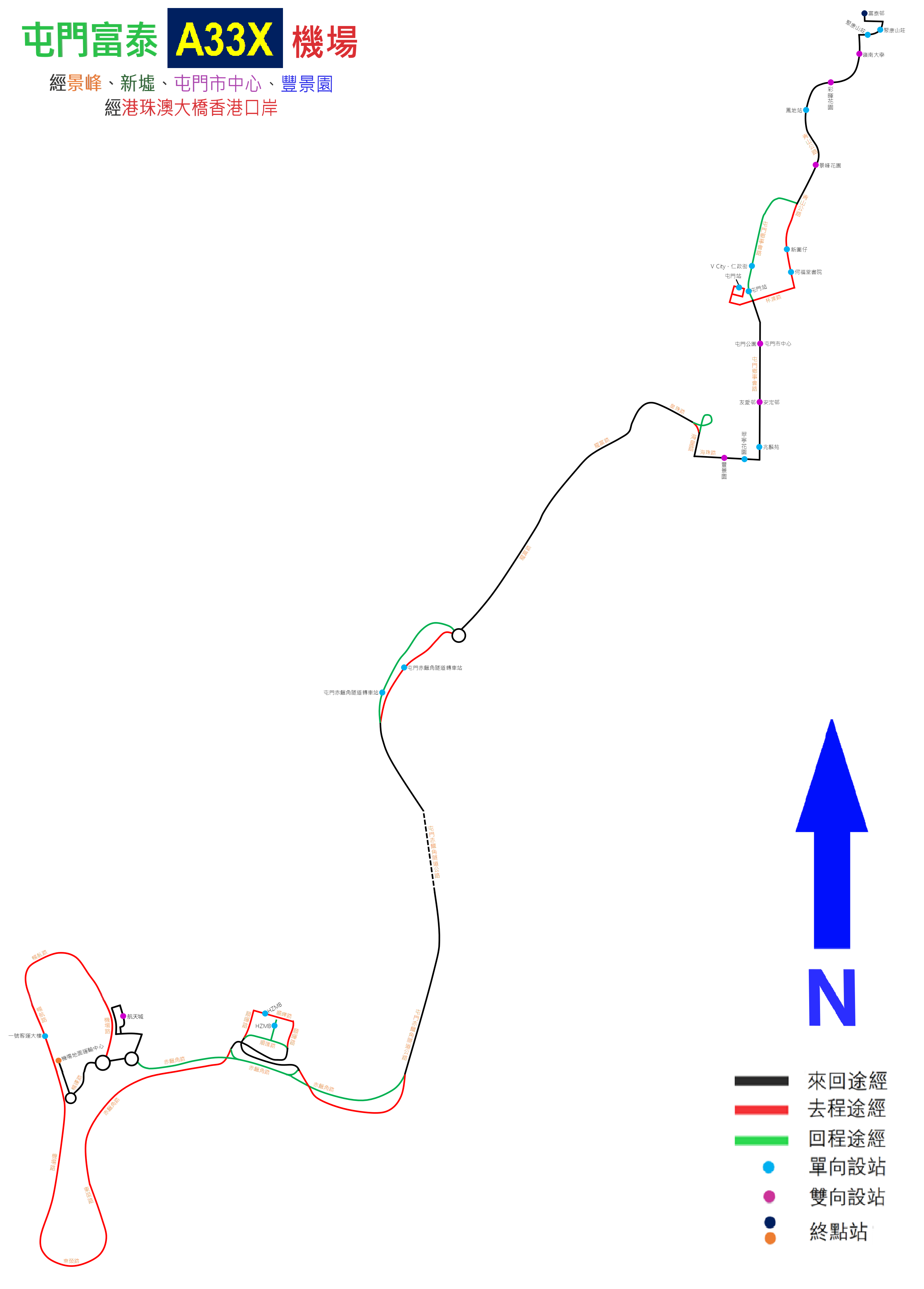
A33X線的走線圖

具體停站請參考資訊框。。

## 客量
由於班次較為穩定，屯門至赤鱲角連接路通車前，乘客於沿線的各站能掌握預定巴士到站時間，但延長富泰後定線迂迴，來回程均須繞經大興、良景一帶，對兆康和富泰一帶的居民來說，行車時間上比較費時，加上屯門市中心一段又和E33線重疊，即使繁忙時間客量較佳，非繁忙時間大部分班次乘客量只能維持偏低的水平。
自從此路線改經屯門至赤鱲角連接路後，本線以更直接的方法來往屯門及機場，加上E33及E33P線加停龍門居至蝴蝶灣後仍需經東涌及後勤區，而本線依然在停豐景園站後上公路，比前者快20分鐘，加上收費隨里數降低和理順走線（不經大興、良景一帶），令客量回升。

## 外部連結
- 龍運A33X線官方網站資料 （页面存档备份，存于）
- A33X路線介紹 （页面存档备份，存于）
- i-busnet.com－龍運A33X號路線 LWB Rt.A33X （页面存档备份，存于）